# ヘルマン・カフカ
ヘルマン・カフカ（Hermann Kafka、1852年9月14日 - 1931年6月6日）は、プラハのユダヤ人商人。作家フランツ・カフカの父親である。
プラハの南100キロに位置する南ボヘミアの寒村ヴォセクに生まれる。父ヤーコプ・カフカ(1814〜88)は畜殺業者で、ヘルマンは6人兄妹の家庭に育った。家は非常に貧しく、住居は三部屋しかない小屋で、子供たちは幼少の頃から荷車を引いて働かなければならなかった。家庭ではチェコ語を話したが、ヘルマンはユダヤ人向けの初等学校に通いドイツ語を身につけた。14歳になると行商人として働き始め、20歳の時にオーストリアの兵役に付いた後で都市プラハに移った。ここで裕福な醸造業者の娘であったユーリエ・レーヴィと1882年に結婚。彼女の資産を元手にして高級小間物商を始めた。1884年には彼女との間に長男フランツが生まれ、続いてゲオルク、ハインリヒの2人の男児が生まれたが、彼らは幼いうちに死去、ついでガブリエル、ヴァリー、オティリーの三人の女児が生まれた。商売熱心であったヘルマンの店は繁盛し、商売の成功に伴って一家はたびたび住居を変えている。
商売人気質だったヘルマンは息子フランツの文学活動に価値を見出さず、またフランツは精力的で頑健な父親に対してコンプレックスを持っていた。フランツ・カフカは自身と性質の違うこの父親とたびたび衝突を経験しており、この親子の間の軋轢はフランツ・カフカの生涯と文学に大きな影響を及ぼしている。1917年、フランツ・カフカはユーリエ・ヴォリツェックとの結婚を父に反対されたことから、父との関係改善を図り「父への手紙」として知られる長文の手紙を書いた。この手紙ではカフカは自身と父との関係を分析し、幼い頃の父の教育が自分の世界観にどう影響したか、そしてそれが結婚の失敗にどのように結びついているかといったことを説いて父親に理解を求めている。しかし手渡された母とそれを読んだ妹オティリーに止められ、この手紙は父の元には渡らなかった。
ヘルマン・カフカは1931年に死去し、その亡骸は妻と息子と同じ場所に葬られている。